# Songir
Songir är en ort i Indien.   Den ligger i distriktet Dhule och delstaten Maharashtra, i den centrala delen av landet, 900 km söder om huvudstaden New Delhi. Songir ligger 246 meter över havet och antalet invånare är 33 000.
Terrängen runt Songir är platt. Runt Songir är det tätbefolkat, med 369 invånare per kvadratkilometer. Närmaste större samhälle är Dhule, 19,9 km söder om Songir. Trakten runt Songir består till största delen av jordbruksmark.